# Palle Kibsgaard
Palle Kibsgaard (født 30. november 1936) er en dansk operasanger.

## Biografi
I 1956 nysproglig student fra Vester Borgerdyd Gymnasium, herefter musikstudier ved Københavns Universitet.
I 1964 optaget som elev på Det Kongelige Teaters Operaakademi og i 1967 engageret som operasanger ved Det Kongelige Teater.
Debut som slagtersvenden Sid i Brittens Albert Herring 1968. I 1975 samme rolle i DR's tv-udgave af samme opera.
I de følgende år sunget bl.a. Wolfram i Tannhäuser, Mazetto i Don Giovanni, Papageno i Tryllefløjten. Schauard i La Bohème, Melot i Tristan og Isolde. Trancrède i operaen af samme navn.
Fra 1972 også medlem af Det kongelige Operakor. Pensioneret fra stillingen som operasanger 1993.
Koncertdébut 18. april 1968 i Odd Fellow Palæet. Siden sunget et bredt repertoire af danske romancer og lieder fra navnlig det tyske repertoire ved koncerter over hele landet samt for DR's musikafdeling. Fra 1993 til 2003 i tæt samarbejde med pianisten Eva Meile.
1972 medlem af bestyrelsen for Det danske Sangselskab, fra 1982 selskabets formand indtil 2001.
Siden 2002 arbejdet som fast vikar i sprogfagene engelsk, tysk, fransk og dansk ved Ingrid Jespersens Gymnasieskole.